# 墨西哥广场
48°13′36″N 16°24′17″E / 48.226570°N 16.404700°E

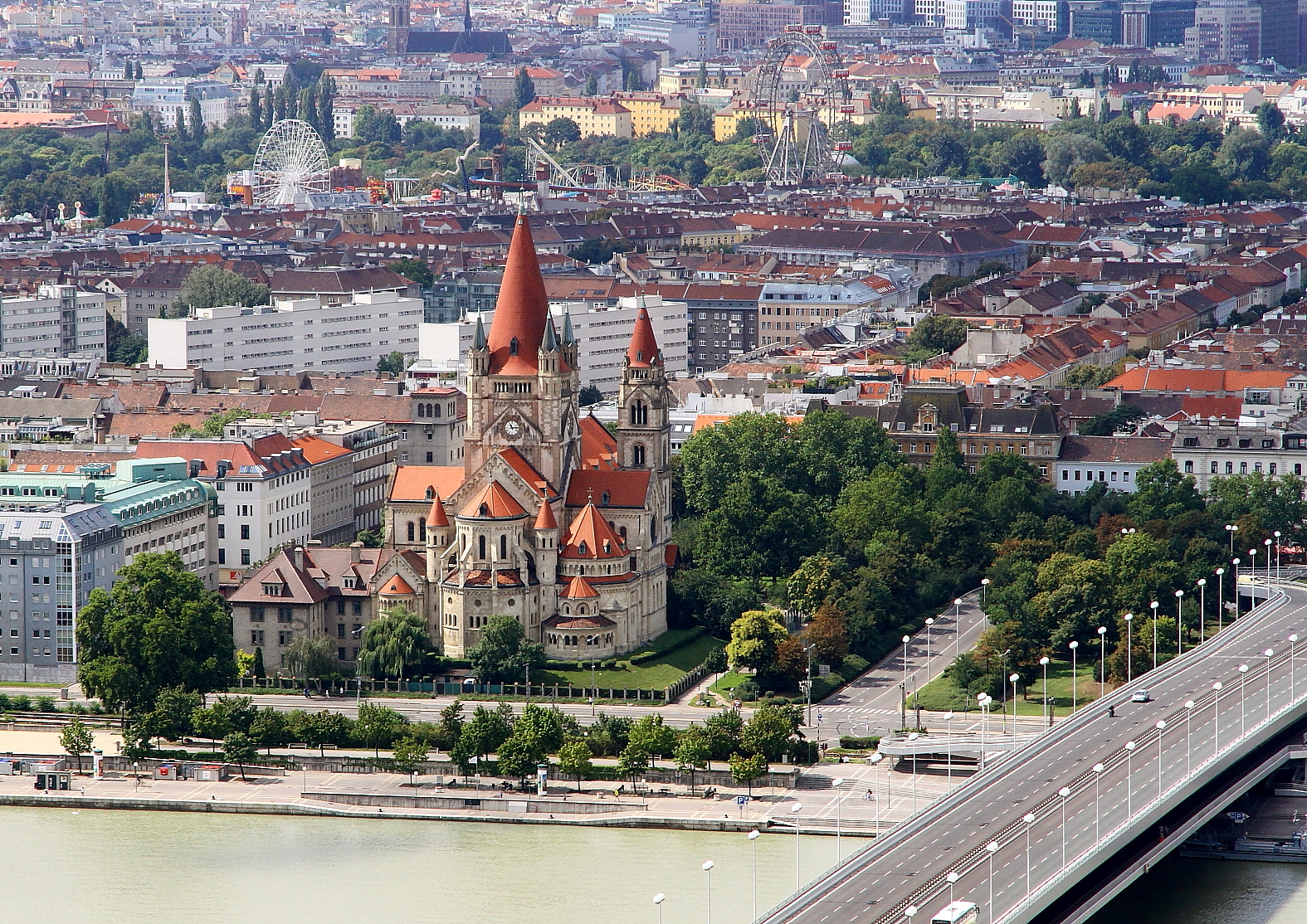
圣方济各堂和墨西哥广场

墨西哥广场（Mexikoplatz）是奥地利首都维也纳的一个广场，位于该市的第二区利奥波德城，靠近多瑙河河岸，在帝国桥（Reichsbrücke）的西南端，该桥连接利奥波德城与维也纳的第22区多瑙城。
墨西哥广场命名于1956年，以纪念1938年墨西哥对奥地利的支持。当时墨西哥是唯一在國際聯盟抗议德奥合并（纳粹德国吞并奥地利）的国家。此前从1884年至1919年以及自1934年至1956年，它名为卡尔大公广场（Erzherzog-Karl-Platz），得名于弗朗茨二世之弟卡尔大公。从1919年至1934年，它被称为义务警察系统广场（Volkswehrplatz），得名于第一次世界大战后在奥地利成立的义务警察系统。
圣方济各堂位于广场的东南部，1898年开始建造，以庆祝弗朗茨·约瑟夫一世皇帝登基五十周年，1913年祝圣。